# Beach volley ai XIII Giochi dei piccoli stati d'Europa
Le gare di beach volley ai XIII Giochi dei piccoli stati d'Europa si sono svolte dal 2 al 5 giugno 2009.

## Medagliere
| #      | Nazione     | Oro | Argento | Bronzo | Totale |
| ------ | ----------- | --- | ------- | ------ | ------ |
| 1      | Cipro       | 2   | 0       | 0      | 2      |
| 2      | San Marino  | 0   | 1       | 0      | 1      |
| 2      | Monaco      | 0   | 1       | 0      | 1      |
| 4      | Andorra     | 0   | 0       | 1      | 1      |
| 4      | Lussemburgo | 0   | 0       | 1      | 1      |
| Totale | Totale      | 2   | 2       | 2      | 6      |

## Risultati
| Evento           | Oro   | Argento    | Bronzo      |
| Torneo maschile  | Cipro | San Marino | Andorra     |
| Torneo femminile | Cipro | Monaco     | Lussemburgo |